# Uni (Kirow)
Uni (russisch Уни́) ist eine Siedlung städtischen Typs in der Oblast Kirow in Russland mit 4592 Einwohnern (Stand 14. Oktober 2010).

## Geographie
Der Ort liegt knapp 150 km Luftlinie südöstlich des Oblastverwaltungszentrums Kirow. Er befindet sich unweit der Quelle des Lumpun, eines rechten Nebenflusses des Kilmes.
Uni ist Verwaltungszentrum des Rajons Uninski sowie Sitz der Stadtgemeinde Uninskoje gorodskoje posselenije, zu der außerdem die 14 umliegenden Dörfer Alypowzy, Bolschaja Dubrowa, Borissowzy, Kljutschi, Malinowka, Malyje Uni, Mys, Nikuljata, Paron, Russkije Timschi, Sewastjanowzy, Udmurtskije Timschi, Udmurtski Surwai und Urai gehören, von denen nur zwei – das nordwestlich anschließende Alypowzy und das 10 km nordöstlich gelegene Udmurtski Surwai – mehr als 100 Einwohner haben (Stand 14. Oktober 2010).

## Geschichte
Der Ort war seit dem 17. Jahrhundert als Uninskoje bekannt; als Gründungsjahr gilt 1646. Er gehörte in Folge zum Ujesd Glasow des Gouvernements Wjatka. Ab 1762 trug er den Namen Bogojawlenskoje nach der dort errichteten Kirche (von russisch Bogojawlenije für „Erscheinung des Herrn“), später auch Bogojawlenskoje-Uninskoje, bevor ab Ende des 19. Jahrhunderts wieder die ursprüngliche Bezeichnung in Gebrauch kam, später verkürzt zur heutigen Form.
Am 10. Juni 1929 wurde Uni Verwaltungssitz eines neu geschaffenen, nach ihm benannten Rajons. Nach der zwischenzeitlichen Auflösung des Rajons am 14. November 1959 wurde dieser am 12. Januar 1965 wiederhergestellt, und zugleich erhielt Uni den Status einer Siedlung städtischen Typs.

### Bevölkerungsentwicklung
| Jahr | Einwohner |
| ---- | --------- |
| 1939 | 2636      |
| 1970 | 3962      |
| 1979 | 4554      |
| 1989 | 5051      |
| 2002 | 4916      |
| 2010 | 4592      |

Anmerkung: Volkszählungsdaten

## Verkehr
Nach Uni führt die Regionalstraße 33N-040, die bei Kumjony von der 33R-002 Kirow – Wjatskije Poljany abzweigt und durch das westlich benachbarte Rajonzentrum Bogorodskoje verläuft. Nach Norden führt die 33N-330 in das knapp 70 km entfernte benachbarte Rajonzentrum Faljonki, wo sich auch an der Hauptstrecke der Transsibirischen Eisenbahn die nächstgelegene Bahnstation befindet. In östlicher Richtung zweigt in Uni eine Straße zur 20 km entfernten Grenze der Republik Udmurtien ab, dort weiter in die Rajonzentren Krasnogorskoje und Igra.